# گویش‌های عربی
گویش‌های زبان عربی در بیشتر موارد چنان از هم دورند که بر پایهٔ تعریفات زبان‌شناختی در اصل بایستی آن‌ها را به عنوان زبان‌های جداگانه بشمار آورد.
مقوله زبان عربی بر مجموعه زیادی از گویش‌ها و لهجه‌های گوناگون دلالت می‌کند که به‌طور کلی به سه بخش تقسیم می‌شود:
- عربی کلاسیک یا قرآنی
- عربی استاندارد یا فصیح یا کتابی
- عربی گفتاری یا جلفی یا دارجة

در تمام کشورهای عربی گویش استاندارد جهت تدریس در مدارس و تألیف کتاب‌ها و جراید به کار برده می‌شود.
اما هر منطقه از جهان عرب، گویش محلی ویژه خود را دارد که گاه تفاوت‌های میان آن‌ها به اندازه‌ای است که عرب‌ها مجبور به تکلم به عربی کتابی با هم می‌شوند. یکی از دلایل وجود تعدد گویش‌ها و لهجات در زبان عربی را تأثیر زبان‌های پیشین موجود در آن مناطق پیش از چیرگی زبان عربی بر آن منطقه‌ها دانسته‌اند. در حالت کلی عربی محاوره‌ای را به دو بخش خاورمیانه‌ای و مغربی تقسیم می‌کنند.

## رده‌بندی گویش‌ها

گویش‌های عربی در جهان عرب

- گروه مغربی
  - عربی مراکشی
  - عربی تونسی
  - عربی الجزایری
  - عربی اندلسی
  - عربی لیبیایی
  - عربی حسانی
  - عربی صحرایی
  - عربی سیسیلی
- گروه سودانی
  - عربی سودانی
  - عربی چادی
  - عربی جوبا
- گروه مصری
  - عربی مصری
  - عربی صعیدی
- گروه عراقی
  - عربی عراقی
  - عربی موصلی
  - عربی بغدادی
  - عربی بصراوی
  - عربی یهودی بغداد
  - عربی یهودی-عراقی
  - عربی خوزستانی
  - عربی مارونی قبرسی
- گروه شامی
  - عربی سوری
  - عربی لبنانی
  - عربی اردنی
  - عربی فلسطینی
  - عربی بدوی
- گروه شبه‌جزیره‌ای
  - عربی بحرانی
  - عربی بارقی
  - عربی خلیجی
  - عربی نجدی
  - عربی عمانی
  - عربی حجازی
  - عربی حضرموتی
  - عربی شحی
  - عربی ظفاری
  - عربی یمنی
  - عربی تهامه‌ای

## سنجش میان گویش‌ها
| برابر فارسی | عربی معیار | تونس         | مراکشی         | الجزایر          | مصر             | اردن     | شامی     | عراقی      | حجازی | جیزانی    |
| ----------- | ---------- | ------------ | -------------- | ---------------- | --------------- | -------- | -------- | ---------- | ----- | --------- |
| اکنون       | الآن       | توّه          | داب/ضُرْک        | ضُرْک              | دِلْوَئتی          | هَلأَّ، هسا | هَلأَّ      | هسه        | دحین  | ذحّینه     |
| گفتار       | تکلم       | تکلم، احکی   | تکلم، هْدَر      | هْدَر              | إِتْکلِّم           | إحکی     | حکی      | احچی       | اهرج  | تهرّج      |
| لاک‌پشت      | سلحفاة     | فَکرُون        | فَکرُون          | فَکرُون            | زلحفه           | کرکعه    | سلحفاه   | رگه/سلحفاه | سُلحُفه | سُلْحُفه     |
| باران       | مطر        | مطر          | شْتَا            | شْتَا              | مطر             | شْتَا      | مطر، شتی | مطر        | مطره  | مطر       |
| تنبل        | کسول       | بُخْلی         | کسول، معڭاز    | فِنْیانْ            | کسلان           | کسلان    | عجزان    | کسلان      | تنبل  | کسِل       |
| چه          | ماذا       | شنوه         | اشنو           | واش              | ای              | أیش      | شو       | شنو        | أیش   | ماهو      |
| می‌خواهد     | یرید       | اِیحَبّْ         | یبْغِی           | یبْغِی، اِیحَبّْ       | عایز/عاوز       | بدُّو      | بدُّو      | یرید       | یبغی  | یبغی      |
| گربه ماده   | قطة        | قطُّوسه        | مشه            | چْط               | ئطه             |          |          | بزونه      | بسّه   | بِسه       |
| چطوری؟      | کیف حالک؟  | اشنی أحوالک؟ | کدایر؟ لا باس؟ | واش راک؟ لا باس؟ | ازیک؟ عامل إیه؟ | کیفک؟    | کیفک؟    | شلونک؟     | کیفک؟ | ایش حالک؟ |